# 風林火山 (2006年のテレビドラマ)
風林火山（ふうりんかざん）は、2006年（平成18年）1月8日21時にテレビ朝日系列で日曜洋画劇場特別企画として放送された時代劇である。井上靖の長編小説『風林火山』を原作とする。主演は北大路欣也。本作で武田信玄を演じた松岡昌宏は、2年後に制作された『天と地と』で信玄のライバルの上杉謙信も演じることになる。　

## キャスト
- 山本勘助…北大路欣也
- 武田信玄…松岡昌宏（TOKIO）
- 由布姫…加藤あい
- 於琴姫…星野真里
- 三条の方…若村麻由美
- 武田信繁…市瀬秀和
- 武田義信…野間斗晴
- 武田勝頼…山下英晃→有岡大貴（当時・ジャニーズJr.、現在・Hey! Say! JUMP）
- 竜宝…咲本航輝
- 板垣信方…夏八木勲
- 甘利虎泰…峰岸徹
- 高坂弾正…金児憲史
- 萩原弥右衛門…浪花勇二
- 大貫源蔵…福本清三
- 上杉謙信…徳重聡
- 諏訪頼重…勝野洋
- 村上義清…伊吹吾郎
- 青木大膳…嶋田久作
- お浪…梶芽衣子
- 菊路…羽田恵理香

## スタッフ
- 原作：井上靖
- 製作統括：早河洋（テレビ朝日）
- チーフプロデューサー：五十嵐文郎（テレビ朝日）、加藤貢（東映）
- プロデューサー：田中芳之（テレビ朝日）、横塚孝弘（東映）
- 脚本：藤井邦夫
- 監督：斎藤光正
- 製作：テレビ朝日、東映